# Walter Lemos
Walter Lemos, född 23 mars 1930, död 10 juni 2014, var en argentinsk friidrottare. Han deltog vid olympiska sommarspelen 1960.